# Indian Lake, Texas
Indian Lake är en ort i Cameron County i delstaten Texas, USA.